# Piščančji kroket
Piščánčji krokét je jed iz piščančjega mesa v obliki debelejših paniranih in ocvrtih svaljkov.

## Zgodovina
Piščančje krokete je v petdesetih letih 20. stoletja izumil Robert C. Baker, profesor znanosti o hrani na Univerzi Cornell, recept pa je objavil kot nepatentirano akademsko delo. Bakerjeve inovacije so omogočile ustvarjanje vseh znanih variant piščančjih kroketov; med temi so McDonaldsovi Chicken McNuggets, izumljeni leta 1979.
Piščančji kroketi so sloveli za visoko kalorično in nezdravo hrano. Leta 2013 je The American Journal of Medicine analiziral sestavo piščančjih kroketov iz dveh restavracij iz dveh različnih ameriških verig hitre hrane. Glede na analizo je manj kot polovica materiala sestavljena iz piščančjih skeletnih mišic in hrana je vsebovala veliko maščobe. Druge sestavine kroketov so vključevale epitelna tkiva, kosti, živčna tkiva in vezivna tkiva. Avtorji članka trdijo, da so piščančji kroketi »pretežno maščobni in je njihovo ime neprimerno«.